# Flutender Sellerie
Der oder die Flutende Sellerie (Helosciadium inundatum), auch Untergetauchter Scheiberich oder Untergetauchter Sumpfschirm genannt, ist eine Pflanzenart aus der Gattung Helosciadium innerhalb der Familie der Doldenblütler (Apiaceae). Die Verbreitung dieser subaquatisch bzw. amphibisch gedeihenden Pflanze beschränkt sich weitgehend auf die atlantisch-subatlantische Klimaregion Westeuropas.

## Beschreibung

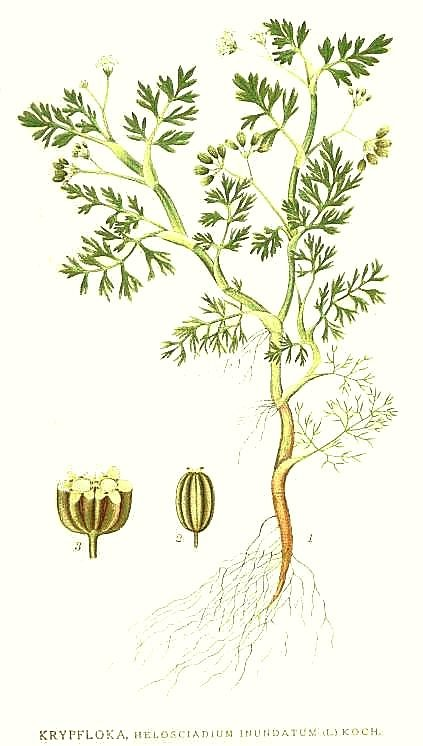
Illustration

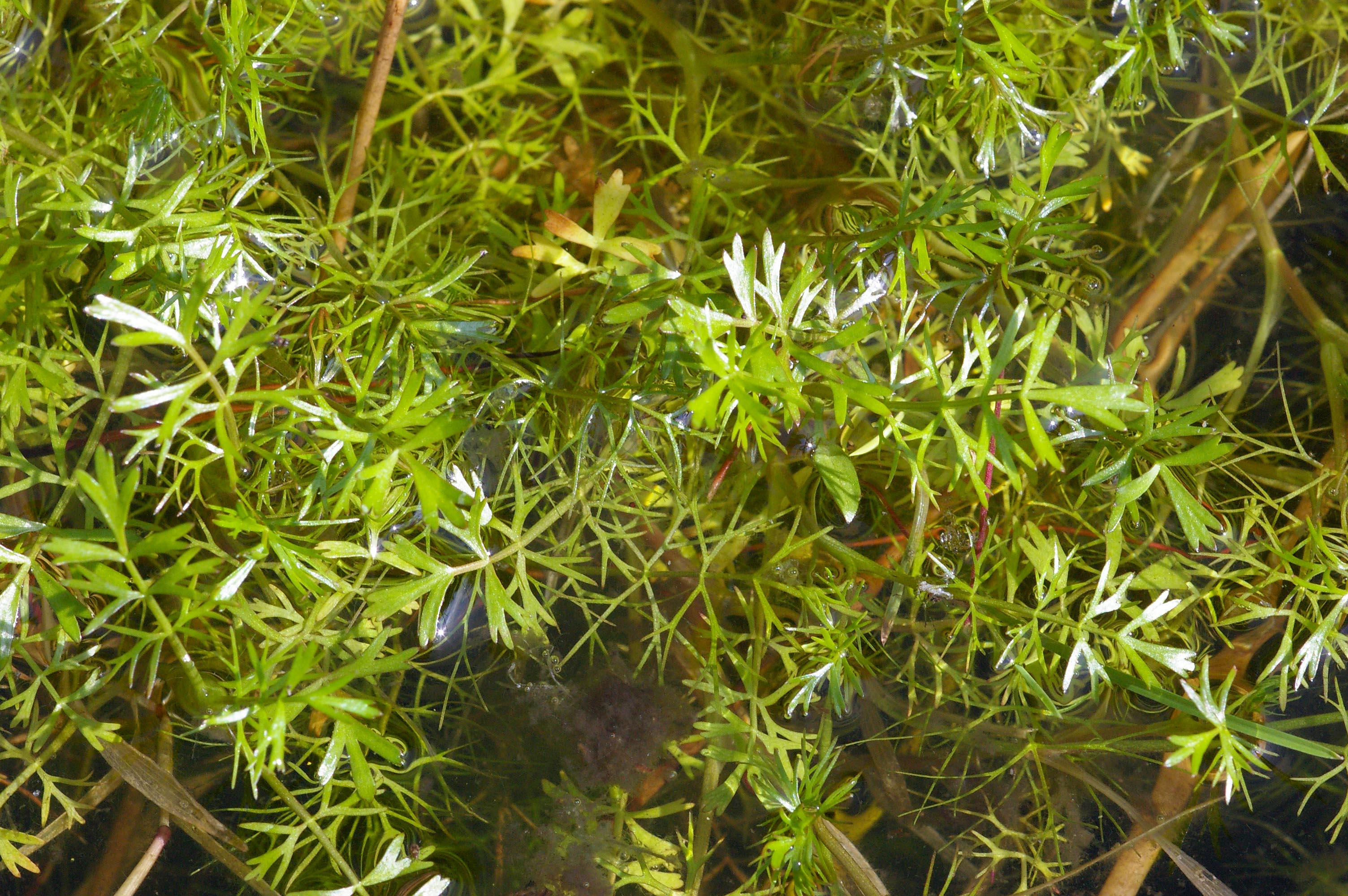
Während die Unterwasserblätter dünn-zugespitzt sind, erscheinen die Luftblätter typisch gelappt; daneben treten je nach Wasserstand Übergangsformen auf

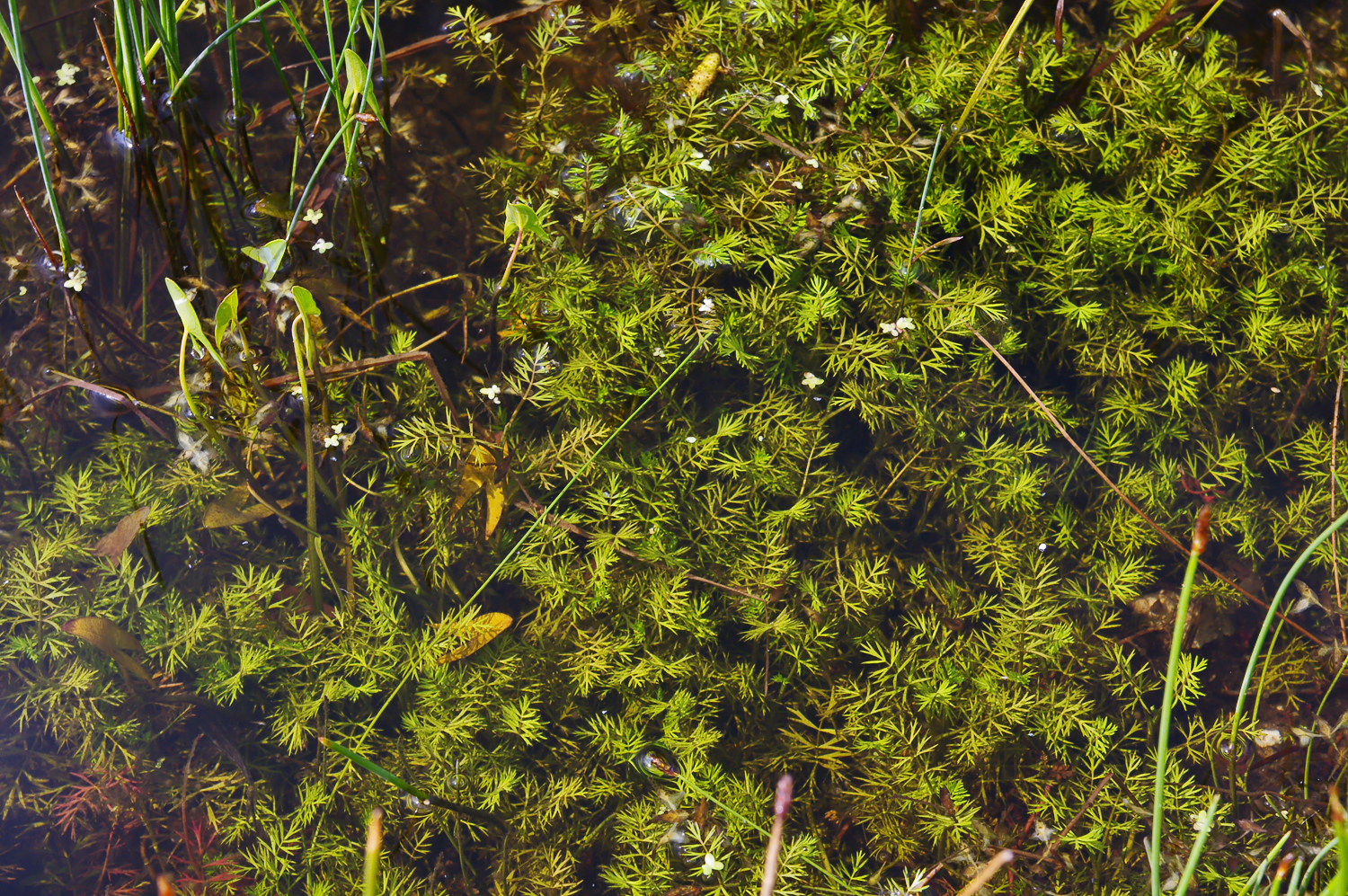
Untergetauchter Bestand in der Elbtalaue

### Vegetative Merkmale
Flutender Sellerie wächst als sommergrüne, ausdauernde krautige Pflanze und erreicht Wuchshöhen von 15 bis 60 Zentimetern. Ihre bisweilen rötlich überlaufenen Stängel wachsen niederliegend oder im Wasser flutend und werden meist 25 bis 75 Zentimeter lang. Es liegt Heterophyllie vor. Die Blätter sind unter Wasser haarfein-zipfelige, zwei- bis fast vierfach fiederschnittige Tauchblätter. Die einfach fiederschnittigen „Luftblätter“ befinden sich im oberen Abschnitt des Sprosses und haben keil- bis rautenförmige, meist dreilappige Teilblätter (zu Begriffen des Blattaufbaus vergleiche: Blatt). Die Blattstiele sind am Grunde aufgeblasen-scheidig.

### Generative Merkmale
Die Blütezeit liegt insbesondere im Juni und Juli. Die scheinbar blattgegenständig angeordneten, doppeldoldigen Blütenstände sind relativ klein, sehr unauffällig und lediglich zwei- bis vierstrahlig. Es fehlt eine Hülle. Drei- bis sechszählige Hüllchen sind stets vorhanden; sie sind dreieckig-lanzettlich. Die weißlichen Kronblätter sind nur 0,5 Millimeter lang. Die Früchte sind bei einer Länge von 2,5 bis 3 Millimetern eiförmig und gelbbraun.
Die Chromosomenzahl beträgt 2n = 22.

## Vorkommen
Das Verbreitungsgebiet des Flutenden Sellerie ist auf atlantische, also wintermild-humide Gebiete im westlichen Europa, namentlich im west-mitteleuropäischen Tiefland und auf den Britischen Inseln, konzentriert. Es erstreckt sich insgesamt von Irland, Schottland, Dänemark und Südschweden im Norden über Deutschland, Benelux und Frankreich bis vereinzelt nach Italien, zur Iberischen Halbinsel und zu Marokko, Algerien und Tunesien im Süden. In Deutschland wird insbesondere das nordwestdeutsche Tiefland (vor allem Niedersachsen westlich der Weser, Schleswig-Holstein) besiedelt. Die östliche Verbreitungsgrenze wird durch disjunkte Vorkommen unter anderem in Vorpommern, dem Wendland und der Altmark, im Drömling sowie in der Lausitz markiert.
Beim Flutenden Sellerie handelt es sich um einen helomorphen Hemikryptophyten und Hydrophyten. Er bevorzugt flache, oligo- bis mesotrophe, also nährstoffärmere Gewässer mit humos-torfigem (anmoorigem) Schlamm- oder Sandgrund. Dies können beispielsweise Heideweiher, Weidetümpel, vernässte Dünentäler auf Nord- und Ostseeinseln, Sandgrubengewässer oder auch langsam fließende Gräben sein. Dort wächst der Flutender Sellerie in Strandlings-Gesellschaften (pflanzensoziologische Klasse Littorelletea uniflorae), wobei sie hierin insbesondere als „Apium inundatum-Gesellschaft“ oder auch als „Littorello-Apietum inundati“ innerhalb des Verbands Hydrocotylo-Baldellion (Igelschlauch-Gesellschaften) gekennzeichnet wird. Auch in ärmeren Ausprägungen von Kleinlaichkraut-Gesellschaften soll sie anzutreffen sein. Die Standorte sind oft durch einen bestimmten jahreszeitlichen Wechsel von Hoch- und Niedrigwasser- bzw. Austrocknungsphasen charakterisiert.

## Gefährdung und Schutz
Flutender Sellerie ist eine konkurrenzschwache Pflanzenart, deren Lebensräume durch Nährstoffeinträge, Verschmutzung, Bewirtschaftungsmaßnahmen und direkte Zerstörung im Lauf des 20. Jahrhunderts erheblich geschwunden sind. Auf der bundesdeutschen Roten Liste wird der Flutende Sellerie als „stark gefährdet“ eingestuft. Vielerorts ist diese Art bereits verschollen. Im Sinne des Naturschutzgesetzes gilt die Art als „besonders geschützt“.

## Taxonomie
Die Erstveröffentlichung erfolgte 1753 unter dem Namen (Basionym) Sison inundatum durch Carl von Linné in Species Plantarum, Tomus I, S. 253. Die Neukombination zu Helosciadium inundatum (L.) W.D.J. Koch wurde 1824 durch Wilhelm Daniel Joseph Koch in Nova Acta Physico-Medica Academiae Caesareae Leopoldino-Carolinae Naturae Curiosorum Exhibentia Ephemerides sive Observationes Historias et Experimenta ..., Band 12, Teil 1, S. 126 veröffentlicht. Ein weiteres Synonym für Helosciadium inundatum (L.) W.D.J.Koch ist Apium inundatum (L.) Rchb. f., unter dem diese Art oft in der Literatur und in Datenbanken zu finden ist.